# Lloydminster

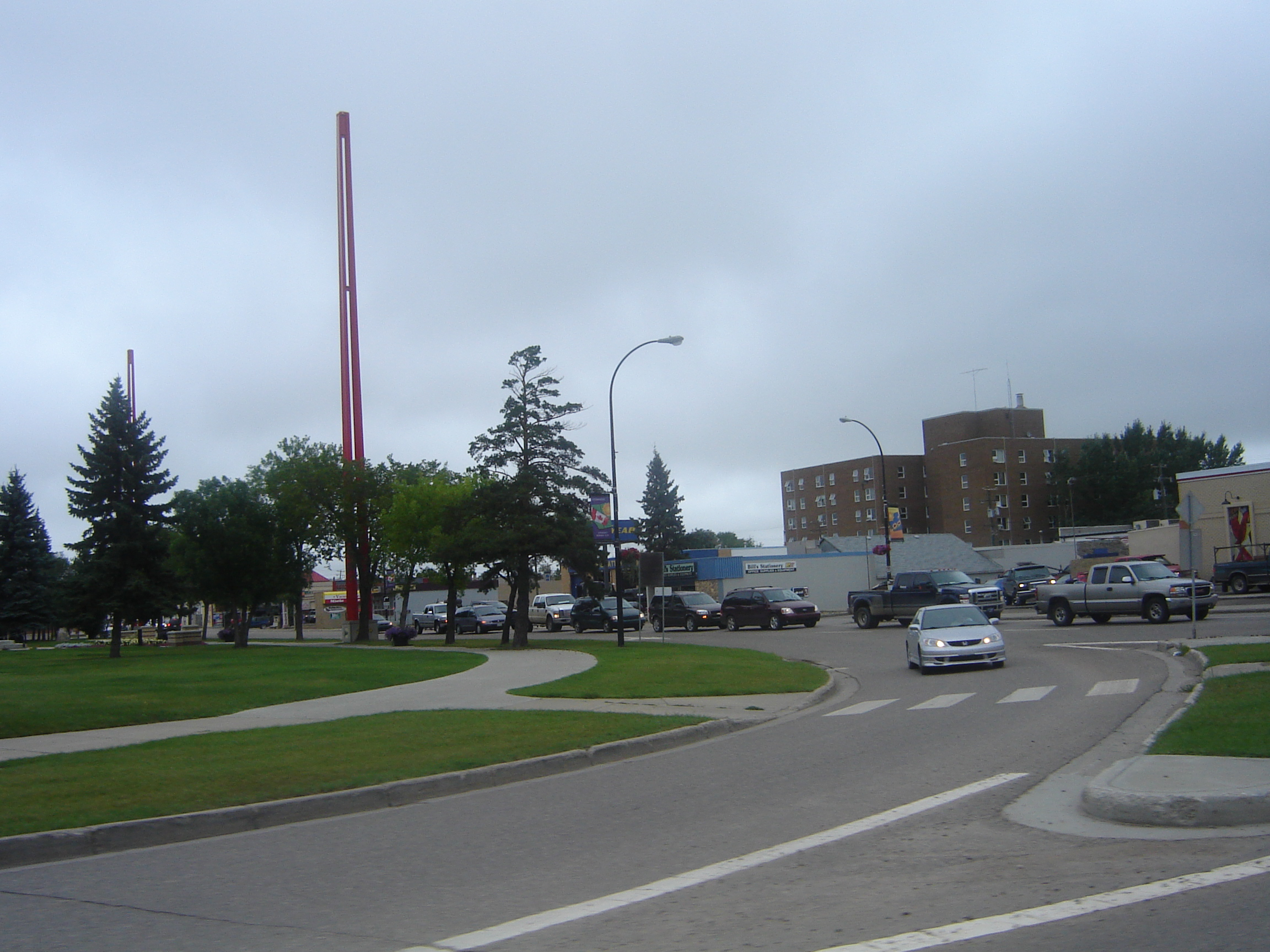
Las dos torres rojas marcan el límite entre Alberta y Saskatchewan en el centro de Lloydminster.

Lloydminster es una ciudad canadiense. Es la única ciudad de Canadá, junto con Flin Flon, que está en dos provincias: Alberta (oeste) y Saskatchewan (este). Aunque, la ciudad tiene solamente un consejo. Lloydminster tiene una población de 31,582, según una estimación por el gobierno en 2021: 19,739 en Alberta y 11,843 en Saskatchewan.
La ciudad fue fundada en 1903 por pioneros de todos los cuatro países del Reino Unido: Inglaterra, Escocia, Gales e Irlanda del Norte, y estaba a 150 kilómetros de un ferrocarril. El área estaba en los Territorios del Noroeste. El 25 de noviembre, a Lloydminster le fue dado el estatus de un pueblo.

## Demografía
En el censo de 2006, 2.215 de los 26.745 habitantes (12,07%) dijeron que son aborígenes: 1.320 métis (nativo y blanco), 785 nativos americanos, 20 inuit y 60 otros.
El idioma principal de su población es el inglés con 25.240 hablantes (94,37%). El francés, el otro idioma oficial de Canadá, tiene 365 hablantes. De los idiomas no oficiales, el más hablado es el alemán (215) seguido por el ucraniano (175). Hay 145 hablantes del idioma Cree, y por eso es el más común de los idiomas nativos de las Primeras Naciones en la ciudad. Solamente 100 personas tiene dos idiomas en Lloydminster.